# Girl/Girl Scene
Pour les articles homonymes, voir GGS.
 (décembre 2020).
Si vous disposez d'ouvrages ou d'articles de référence ou si vous connaissez des sites web de qualité traitant du thème abordé ici, merci de compléter l'article en donnant les références utiles à sa vérifiabilité et en les liant à la section « Notes et références ».
Girl/Girl Scene est une web-série américaine en vingt-trois épisodes de quarante minutes et diffusé à partir du 1er juin 2010, mettant en scène des héroïnes lesbiennes interprétées par Tucky Williams, Kayden Kross et Roni Jonah.

## Réalisation
La série a été créée par Tucky Williams et la réalisation a été confié à Eric Butts et à Tate Chmielewski.
Girl/Girl Scene est tourné à Lexington dans le Kentucky aux États-Unis.

## Distribution

### Saison 1
- Tucky Williams : Evan
- Katie Stewart : Maxine
- Joe Elswick : Jessie
- Cyndy Allen : Susan
- Jackson E. Cofer : Elliott
- Roni Jonah : Trista
- David Haney : Dan
- Santana Berry : Tyler
- Joe Gatton : Mike
- Caitlyn Kogge : Hayley
- Thomas J. Phillips : Todd
- Abisha Uhl : Bender
- Eric Butts : Tomas

### Saison 2
- Tucky Williams : Evan
- Kayden Kross : Avery
- Katie Stewart : Maxine
- Lauren Virginia Albert : Ling
- Abisha Uhl : Bender
- Roni Jonah : Trista
- Cyndy Allen : Susan
- Joe Gatton : Mike
- Thomas J. Phillips : Todd
- Russ Croley : Rod
- Heather Porter : Finn

### Saison 3
- Tucky Williams : Evan
- Ashley Bacon : Rose
- Roni Jonah : Trista
- Caitlyn Kogge : Hayley

## Guide des épisodes

### Saison 1
- Épisode 1.1 : Lovers' Spit (1er juin 2010)
- Épisode 1.2 : A Case of You (2 août 2010)
- Épisode 1.3 : Tired of Sex (15 novembre 2010)
- Épisode 1.4 : Chinese Burn (7 mars 2011)
- Épisode 1.5 : Help I'm Alive (31 mai 2011)
- Épisode 1.6 : The Flower of Carnage (12 septembre 2011)
- Épisode 1.7 : Psycho Suicidal Girl (24 octobre 2011)
- Épisode 1.8 : Til the Heart Caves In (19 décembre 2011)

### Saison 2
- Épisode 2.1 : titre inconnu (16 juillet 2012)
- Épisode 2.2 : titre inconnu (15 août 2012)
- Épisode 2.3 : titre inconnu (14 septembre 2012)
- Épisode 2.4 : titre inconnu (14 octobre 2012)
- Épisode 2.5 : titre inconnu (15 janvier 2013)
- Épisode 2.6 : titre inconnu (13 février 2013)
- Épisode 2.7 : titre inconnu (15 mars 2013)
- Épisode 2.8 : titre inconnu (15 avril 2013)

### Saison 3
- Épisode 3.1 : Girl Kiss (18 novembre 2014)
- Épisode 3.2 : Whipped Cream (18 novembre 2014)
- Épisode 3.3 : Same Sex and the City (27 novembre 2014)
- Épisode 3.4 : Naked Cake (4 décembre 2014)
- Épisode 3.5 : Sex and Sensibility (11 décembre 2014)
- Épisode 3.6 : Kiss & Break Up (18 décembre 2014)
- Épisode 3.7 : The Naked Truth (5 janvier 2015)